# Grażyna Szapołowska
Grażyna Szapołowska (sinh ngày 19 tháng 9 năm 1953 tại Bydgoszcz) là một nữ diễn viên điện ảnh và sân khấu người Ba Lan.

## Học vấn
Grażyna Szapołowska tốt nghiệp Học viện nghệ thuật sân khấu quốc gia Aleksander Zelwerowicz ở Warsaw vào năm 1977.

## Sự nghiệp
Sân khấu mà Szapołowska gắn bó nhiều nhất trong sự nghiệp diễn xuất là Nhà hát quốc gia ở Warsaw (1977-1984 và 2004-2011).
Những bộ phim đã tạo nên tên tuổi của cô là Pan Tadeusz (1999) trong vai Telimena, phim Tylko mnie kochaj (2006) trong vai mẹ của Julia và phim Nie kłam, kochanie (2008) trong vai mẹ của Marcin.
Cô đạt được nhiều giải thưởng và huy chương danh giá cho sự nghiệp điện ảnh của mình, tiêu biểu như  giải thưởng Điện ảnh Ba Lan ("Đại bàng", 2000), giải thưởng Złota Kaczka ("Vịt vàng", 1985,1986, 1989 và 2000), Huân chương Polonia Restituta (2004), và Huân chương Vàng cho cống hiến Văn hóa - Gloria Artis (2005).

## Phim ảnh tiêu biểu
- 1974 Najważniejszy dzień życia
- 1977 Parada oszustów
- 1978 Zapach ziemi
- 1978 Osiemdziesięciu huzarów
- 1981 Wielka majówka
- 1982 Wielki Szu
- 1982 Egymásra nézve

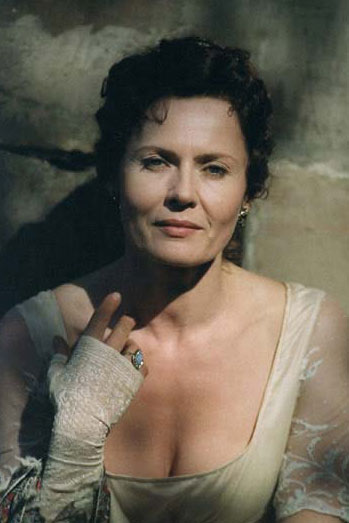
Grażyna Szapołowska vào năm 2008

- 1983 Lata dwudzieste... lata trzydzieste...
- 1983 Nadzór
- 1984 Bez końca
- 1984 Szirmok, virágok, koszorúk
- 1984 Przyspieszenie
- 1985 Medium
- 1985 Przez dotyk
- 1986 Magnat
- 1986 Biała wizytówka
- 1987 Tabu
- 1987 Zagon
- 1987 Первая встреча, последняя встреча (do Liên Xô sản xuất)
- 1988 Hanussen
- 1988 Krótki film o miłości
- 1989 A Tale of Adam Mickiewicz's 'Forefathers' Eve'
- 1991 Żegnaj, cudzoziemko
- 1991 Lebewohl, Fremde
- 1991 The Conviction
- 1992 Piękna nieznajoma
- 1993 Piazza di Spagna
- 1997 Kroniki domowe
- 1997 Our God's Brother [pl]
- 1999 Pan Tadeusz
- 2004 Nachbarinnen
- 2005 Ewa paliła Camele
- 2005 Karol: A Man Who Became Pope
- 2006 Tylko mnie kochaj
- 2006 Magda M.
- 2007 Ryś
- 2007 Jutro idziemy do kina
- 2008 Nie kłam, kochanie
- 2013 Run Boy Run
- 2017 Nie kłam kochanie